# Вібраційний гіроскоп
Вібраційні гіроскопи (англ. Vibrating structure gyroscope) — гіроскопічні пристрої, що зберігають напрям своїх коливань при поворотах основи.
Цей тип гіроскопів є набагато простішим і дешевшим при майже однаковій точності у порівнянні з роторними гіроскопами. В англомовній літературі також вживається термін «коріолісові вібраційні гіроскопи» (англ. Coriolis vibratory gyroscope, CVG), який враховує принцип дії, заснований на ефекті дії сили Коріоліса, як і у роторних гіроскопів.

## Принцип роботи
Нехай два підвішених вантажі вібрують на площині у МЕМС-гіроскопі з частотою {\displaystyle \omega _{r}}. Тоді
при повороті гіроскопа виникне коріолісове прискорення
{\displaystyle {\vec {a}}_{c}=-2({{\vec {v}}\times {\vec {\Omega }}})},
де {\displaystyle {\vec {v}}} — швидкість і {\displaystyle {\vec {\Omega }}} — кутова частота повороту гіроскопа.
Горизонтальна швидкість вантажа, що коливається, визначається як {\displaystyle X_{ip}\omega _{r}\cos(\omega _{r}t)},
а положення вантажа у площині — {\displaystyle X_{ip}\sin(\omega _{r}t)}.
В результаті, рух поза площиною {\displaystyle y_{op}}, що зумовлений поворотом гіроскопа, описується виразом:
{\displaystyle y_{op}={\frac {F_{c}}{k_{op}}}={\frac {2m\Omega X_{ip}\omega _{r}\cos(\omega _{r}t)}{k_{op}}}},
де
{\displaystyle m} — маса вантажа, який коливається,
{\displaystyle k_{op}} — коефіцієнт жорсткості пружини у напрямку, перпендикулярному площині,
{\displaystyle \Omega } — величина поворота в площині перпендикулярно руху вантажа.

## Різновиди
- П'єзоелектричні гіроскопи.

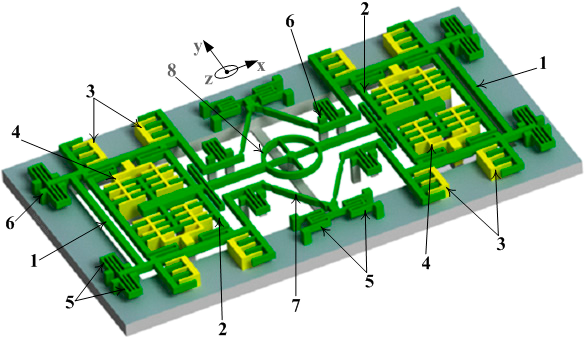
МЕМС-гіроскоп

- Хвильові твердотільні гіроскопи[3][4][5].
- Камертонні гіроскопи.
- Вібраційні роторні гіроскопи[6].
- МЕМС-гіроскопи[6].

## Застосування

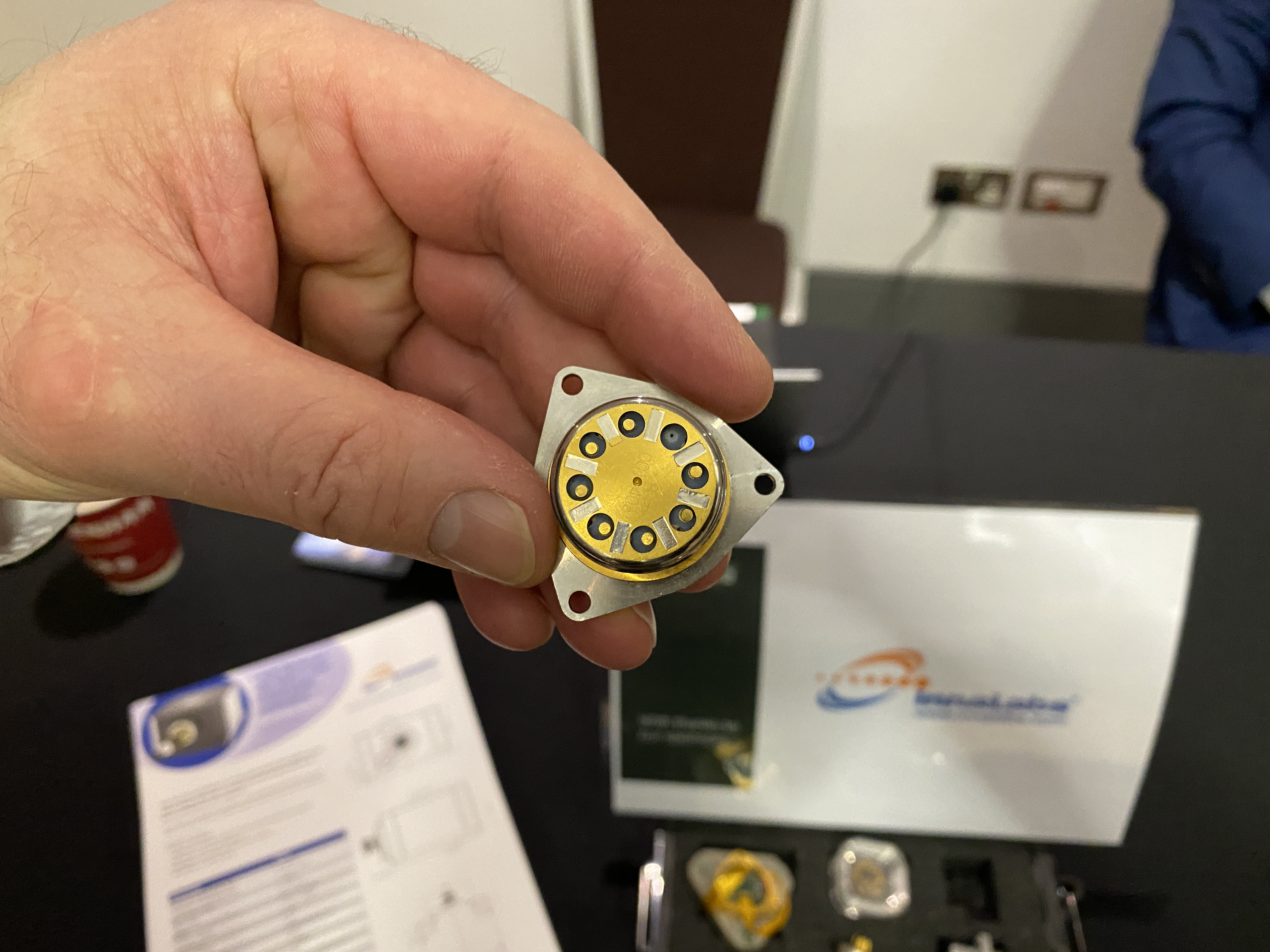
CVG ірландської компанії InnaLabs

Мікромеханічні вібраційні гіроскопи застосовуються в системі вимірювання нахилу електричного самоката Сеґвей. Система складається з п'яти вібраційних гіроскопів, чиї дані обробляються двома мікропроцесорами.
Подібні типи мікрогіроскопів використовуються в мобільних пристроях, зокрема, в мультикоптерах, фотокамерах і відеокамерах (для управління стабілізацією зображення), в смартфонах і т. д..
CVG отримали поширення в системах інерціальної навігації, а також стабілізації платформ і дистанційно-керованих башт бронетанкової техніки.